# Arabska književnost
Arabska književnost s svojimi začetki sega v 6. stoletje in je dokončno obliko dobila leta 653 s Koranom.

## Temeljne značilnosti
Arabska književnost s svojimi začetki sega v 6. stoletje, ko je bila še zvezana s prvotnim beduinskim življenjem na Arabskem polotoku. Nastop preroka Muhammeda na začetku 7. stol. je sicer zavrl njen razvoj, saj je dal prednost versko moralni reformi. Vendar so osvajanja, ki jih je spodbudil novi nauk, dala podlago novemu literarnemu razvoju.
Najbolj znano, čeprav literarno ne najpomembnejše delo zgodnje arabske književnosti je Koran 
(arabsko koran; branje), temeljna sveta knjiga islamskega verstva. Arabska književnost je vrh dosegla med 8. in 10. stol., ki velja za klasično dobo. Po letu 1000 sledi poklasično obdobje. Po letu 1400 pa se začne doba mrtvila, ki traja vse do preporoda v 2. polovici 19. stoletja. Arabska književnost je v zgodnjem in visokem srednjem veku razvijala predvsem dvoje področij: lirsko pesništvo in pripovedništvo v prozi.

## Lirika
Poezija se je opirala na metriko, ki je bila po mnenju nekaterih znanstvenikov kvantitativna, se pravi, da je njen ritem slonel na redni menjavi dolgih in kratkih verzov. Osrednja pesniška oblika je gazela (arabsko ghazal; preja, tkanje), ki so jo kasneje prevzele še druge srdnjeveške orientalske književnosti. Gazela je bila po vsebini največkrat hvalnica ljubezni, vina, življenjske modrosti. Kadar je opevala vojno, bitke in zmage, bila žalostinka za umrlimi ali satira, se je imenovala kasida.
Beduinska poezija
Podobno kot arabska poezija ni razvila epa, tako tudi prozno pripovedništvo v glavnem ni poznalo daljših oblik, npr. romana, ampak predvsem kratke forme: zgodbe, novele, pripovedke, pravljice, basni in anekdote.
Kasida je prevladovala v prvem obdobju arabske književnosti, v predklasični dobi (6. in 7. stol.), ko je poezija nastajala še iz prvotnih beduinskih razmer. Kaside iz tega obdobja vsebujejo stalno zaporedje tem: hvalnico pesnikovemu konju, opis ljubljene ženske ter zabavljivo satiro na sovražnike. Pesmi so se ohranjale ustno. Šele v 8. in 9. stol. so jih zbrali v zbirke, od katerih sta najpomembnejši Muallaqat (iz 8. stol., ime pomeni »obešenje«, to je zaradi svoje dragocenosti povzdignjenje na častno mesto); druga zbirka pa je Hamasa, nastala po letu 800, njen avtor je pesnik Abu Tammam. V Evropi najbolj znana avtorja te poezije sta postala Šanfara in Imra'alqais.
Šanfara je živel pred letom 600 v južni Arabiji. pripisujejo mu več pesmi, nekatere so ohranjene v Hamasi. Imra'alqais je živel v drugi polovici 6. stol. Bil je potomec južnoarabskega knežjega rodu, imenovan tudi »blodeči kralj brez zemlje«, ker je zaman poskušal vrniti svojemu rodu oblast. Velja za največjega pesnika predklasične dobe. Njegova velika kasida je ohranjena v Muallaqat.
Klasična poezija
V klasičnem obdobju (8. in 9. stol.) se namesto stare beduinske poezije razvije nova lirika, ki je nastala v okolju bogatih mest Damaska in Bagdada. Ta poezija duhovno raste iz na novo nastalega individualizma, hedonizma, verske skepse, deloma tudi iz muslimanske mistike. Njene osrednje teme so uživanje, čutna in duhovna ljubezen, minevanje in smrt. Vrh je ta poezija dosegla pod kalifom Haruonom Al Rašidom. Osrednji avtor klasične poezije pa je bil Abu Nuvas. Zbirka njegovih pesmi Divan (Divan Abu Nuvasa), prinaša žalostinke, satire, hvalnice, erotične in pivske pesmi.
Poklasična poezija
V obdobju med 10. in 13. stol. nadaljuje arabska poezija tematiko prejšne dobe. Pomembna pesniška središča nastajajo zdaj tudi zunaj Bližnjega vzhoda, zlasti v mavrski Španiji. Osrednji osebnosti sta Umar Ibn al-Farid in Al-Mutanabbi.
Arabska poezija je po mnenju mnogih znanstvenikov vplivala prek mavrske Španije - zlasti z ljubezensko poezijo, ki je bila tu močno razvita - na trubadursko liriko visokega srednjega veka. Ponovno pa jo je Evropa odkrila šele v dobi romantike, zlasti z delom nemškega prevajalca Friedricha Rückerta.

## Pripovedništvo
Podobno kot arabska poezija ni razvila epa, tako tudi prozno pripovedništvo v glavnem ni poznalo daljših oblik, npr. romana, ampak predvsem kratke forme: zgodbe, novele, pripovedke, pravljice, basni in anekdote. Deloma je daljšo pripoved nadomeščala t. i. ciklična pripoved, to je okvirna zgodba, v katero so bile vložene krajše pripovedi.
Izvirna zvrst arabske pripovedne proze so bile makame (arab. makameh; zbor, snidenje, sestanek), tako imenovane po dvorskih debatah učenjakov o slovničnih vprašanjih, kjer je bil važen duhovit, spreten dialog z igrivimi domisleki. Te stilne poteze je razvila makama kot posebna, kratka prozna forma. Po mnenju nekaterih znanstvenikov je ta forma s svojo epizodično nanizanko okoli osrednega lika vplivala na španski pikareskni roman 16. stoletja.

## Odmevi pri Slovencih
Drobci arabskega literarnega izročila so prihajali morda že v slovensko sredneveško ljudsko pesništvo s posredovanjem srednjeveške Evrope. V novejši slovenski književnosti so se pojavile arabske snovi samo v posamičnih primerih, pod vplivom evropskih avtorjev, zlasti Heineja. Aškerc jih je uporabljal za izražanje svobodomiselnih satiričnih idej, pozneje pa tudi Vladimir Bartol. V novejšem času pa se je v številnih izdajah uveljavila zbirka pravljic Tisoč in ena noč.